# Ichneumon auricapillus
Ichneumon auricapillus là một loài tò vò trong họ Ichneumonidae.